# Ervin Bossányi

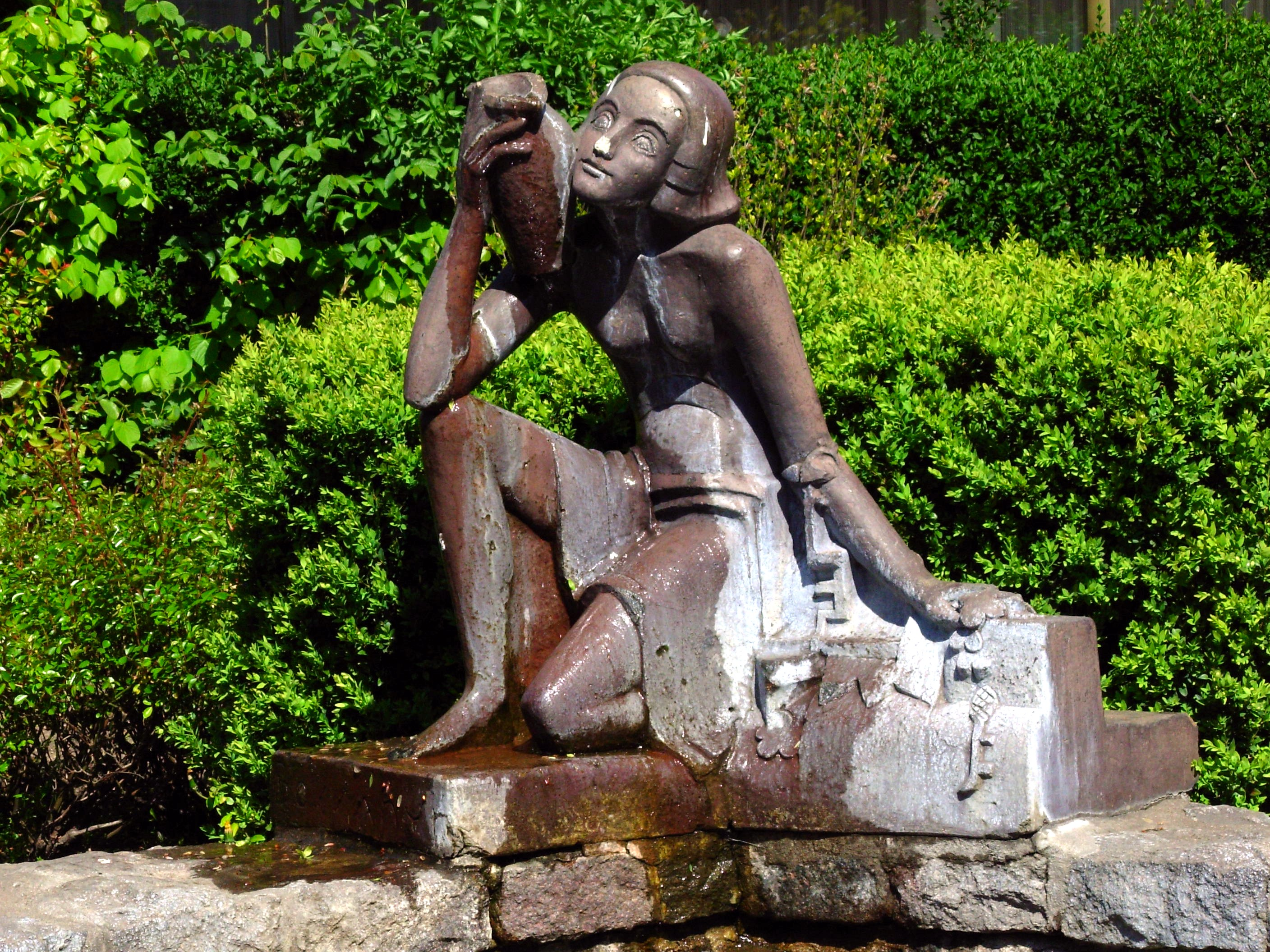
Ervin Bossányi: Segeberger Brunnenfigur von 1928, „Gänseliesel“ genannt

Ervin Bossányi (* 3. März 1891 in Regőce, Österreich-Ungarn; † 11. Juli 1975 in East Cote, London) war ein ungarisch-britischer Maler und Kunsthandwerker, der bis zur Emigration 1934 vor allem in Lübeck und Hamburg, danach in England wirkte.

## Leben
Bossányi wurde in einem heute zu Serbien gehörigen kleinen Dorf Südungarns geboren und besuchte die Schule in Budapest, wo er auch seine erste künstlerische Ausbildung erhielt und die Kunstakademie besuchte. Weitere Ausbildung an der Académie Julian in Paris. Nach einer Internierung in Frankreich im Ersten Weltkrieg kam er aufgrund von Verbindungen zu Harry Maasz nach Lübeck, dessen Schwester Wilma, eine Pianistin, er dort auch heiratete. In Lübeck fand er Aufnahme in künstlerische Kreise, die ihn förderten, und konnte seine handwerklichen Fähigkeiten vervollkommnen, insbesondere was das Arbeiten mit Glas anbetraf. Bereits 1920 wurde er auf ersten Ausstellungen gezeigt; Museen und Industrie (Villeroy & Boch) wurden auf ihn aufmerksam. Aus der Lübecker Zeit sind seine expressionistischen Fresken im Lesesaal der Lübecker Stadtbibliothek, wenn auch beeinträchtigt durch die Übermalungen als Entartete Kunst durch die Nationalsozialisten, ein  Buntglasfenster von 1926 im Windfang der Gewerbeschule an der Parade sowie Skulpturen und Bilder im Behnhaus erhalten. Erhalten hat sich auch ein 1928 für Bad Segeberg geschaffener Brunnen, der als eines der Hauptwerke der deutschen Schaffensperiode des Künstlers gilt.
Das von dem Kunstmaler in den drei gemauerten Nischen unter bogenförmigen Abschlüssen über den Hauptwindfang in Kaseintechnik erschaffene Freskogemälde in dem Treppenhaus des Bauamtgebäudes wurde, nachdem man es geweißt hatte, nicht wieder hergestellt. Drei Figurengruppen waren in diesem dargestellt worden. In der Mitte übergab der Baumeister einem von rechts heran schreitenden Paar den „goldenen Schlüssel“ des fertigen Hauses und erhielt von diesem als Gegengabe Blumen. Links, wo Grundgräber und Maurer bei der Arbeit waren, befand sich ein weiteres Haus im Entstehen.
1929 holte ihn der Hamburger Baudirektor Fritz Schumacher nach Hamburg. Dort schuf er zahlreiche Glasfenster und Keramik-Reliefs an öffentlichen und privaten Gebäuden. Für das von 1930 bis 1933 erbaute Krematorium von Fritz Schumacher auf dem Friedhof Ohlsdorf schuf Bossányi die 30 Seitenfenster – aufgeteilt in Dreiergruppen – und die beiden hohen Fenster vorn (im Westen) und hinten (im Osten). Zu der Farbgebung schrieb Fritz Schumacher 1933: „Den einzelnen Fenstern liegt kein Motiv zugrunde, nur die Gesamtheit der Fenster hat gleichsam ein Motiv. Während nach der Seite der Totenfeier schwermütige Töne von Violett, Blau und Grün herrschen, mischen sich nach der Seite des Hallenausgangs Töne von Braun und Gelb in diese Harmonie, die sich dem Chörlein der Musikempore zu starken lebensvollen Farben steigern. Es ist der Eindruck, den der hat, der sich nach der schmerzlichen Feier wieder dem Leben zuwendet.“
Im „Chörlein“ links neben der kleinen Orgel unter dem rückwärtigen sechsteiligen Fensterband sind die Namen „Maler Bossanyi“ und „Atelier Kuball“ – die Glaskunstwerkstatt der Gebr. Kuball – festgehalten. In einem Seitenfenster im Südosten verbirgt sich sehr klein und von unten kaum zu lesen ein persönlicher Schriftzug: „Da ist Jo's Liebling der unbemerkt immer herrliche Früchte fern von allem Traurigen findet“. Diese Worte beziehen sich auf Bossányis Sohn Jo (1924–2021) und eine Taube sowie eine Quitte vom Quittenbaum der Familie in Hamburg-Hoheneichen.
In der 1931 bis 1937 erbauten Friedrich-Ebert-Schule in Uetersen sind bis heute seine Bemerkenswerten Mosaikfenster („Vogelbrut“ und „Zur Sonne“) im Treppenhaus erhalten geblieben.
1934, nach zunehmendem Druck der Nationalsozialisten auf ihn und seine Familie, emigrierte er nach England. Dort konnte er sich ein weiteres Mal eine künstlerische Existenz aufbauen, nunmehr als reiner Glasmaler. Er schuf Glasfenster für die Universität London (Goldsmith’ Library in der Senate House Library), die Tate Gallery (The Angel Blesses the Women Washing Clothes), das Victoria and Albert Museum (Noli me tangere), das York Minster, die Gedächtniskapelle für den Präsidenten Woodrow Wilson in der Kathedrale von Washington und die Kathedrale von Canterbury.

## Museumsbesitz
- Stained Glass Museum, Ely Cathedral, Ely, Cambridgeshire, England
- Schmuck und Kunsthandwerk sowie verschiedene kunsthandwerkliche Entwürfe und Modelle für Glasfenster, Baukeramik, Textilien, Wandmalereien und Wandteppiche etc. im Museum für Kunst und Gewerbe Hamburg, Deutschland

## Nachlass
Sein künstlerischer Nachlass wird vom Archiv des Victoria and Albert Museums sowie vormals von seinem inzwischen verstorbenen Sohn Jo Bossanyi († 2021) verwaltet.